# Empfingen

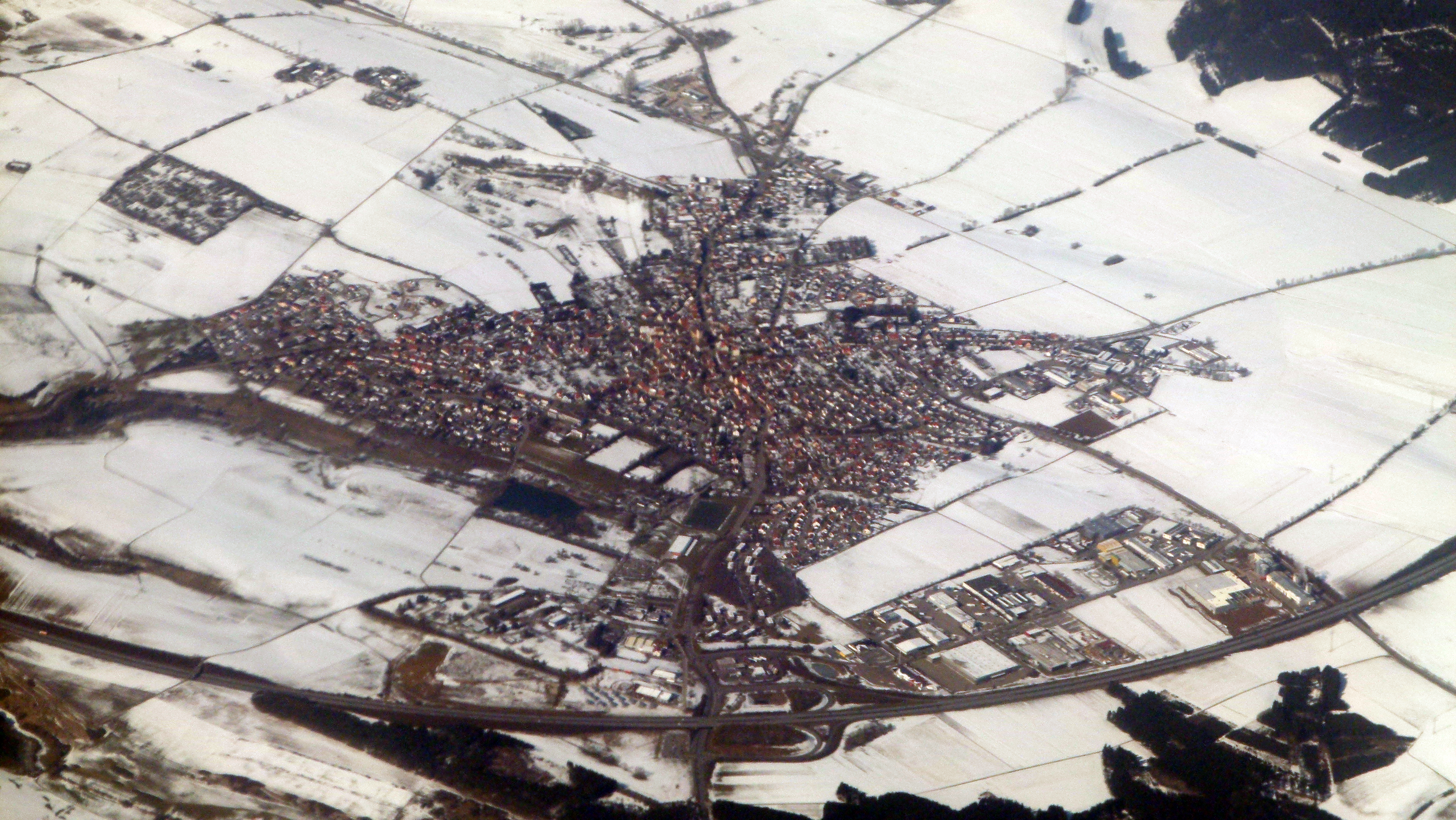
Blick auf Empfingen vom Flugzeug aus

Empfingen ist eine Gemeinde mit 4269 Einwohnern (31. Dezember 2024) im Landkreis Freudenstadt in Baden-Württemberg. Sie gehört zur Region Nordschwarzwald.

## Geographie

### Gemeindegliederung
Zur Gemeinde gehört die ehemalige Gemeinde Wiesenstetten, zu der das Dorf Wiesenstetten und der Weiler Dommelsberg gehörte. Zur Gemeinde Empfingen im Gebietsstand vom 30. November 1971 gehört das Dorf Empfingen. Im Gebiet der früheren Gemeinde Empfingen liegt die nicht genau lokalisierte Wüstung Taha.

### Schutzgebiete
In Empfingen liegt das Landschaftsschutzgebiets Heselgraben. Das flächenhafte Naturdenkmal Bodenloser See ist zudem Bestandteil des FFH-Gebiets Horber Neckarhänge.

## Geschichte
Das Gebiet gehörte im Altertum zum Dekumatland. Bei archäologischen Ausgrabungen im Jahr 2022 wurden entlang der Autobahn A81 in Empfingen die Reste einer rundovalen Platzanlage aus der römischen Zeit (1.–3. Jahrhundert n. Chr.) freigelegt. Der Zweck der Anlage ist noch unklar – diskutiert wird eine religiöse, politische oder wirtschaftliche Nutzung –, nicht zuletzt weil von anderswo keine vergleichbaren Anlagen bekannt sind. Nach dem Rückzug der Römer auf die Donau-Iller-Rhein-Grenze (dem sogenannten Limesfall) wurde die Region ab dem mittleren 3. Jahrhundert durch die Alamannen besiedelt.

### Geschichte Empfingens
Empfingen wurde erstmals 772 im Lorscher Codex urkundlich erwähnt. Im Hochmittelalter lag die Gemarkung der heutigen Gemeinde im Herzogtum Schwaben. Bis 1341 war es im Besitz der Grafen von Geroldseck, bevor es an die Grafen von Hohenberg kam. Diese verpfändeten den Ort 1373 an einen Volz von Weitingen. 1356 verkaufte das Kloster Reichenau den Kelnhof Empfingen an Konrad den Stahler von Rottenburg, Hofmeister Bischof Albrechts von Freising. Über verschiedene andere Herren, die Rechte an Empfingen erwarben, kam es 1552 an Jos Niklas II. von Zollern, seit 1576 gehörte es zur Herrschaft Hohenzollern-Haigerloch, die 1634 von der Herrschaft Hohenzollern-Sigmaringen übernommen wurde. Seit 1806 war es Teil des hohenzollerischen Oberamts Haigerloch im nun zum Fürstentum erhobenen Kleinstaat, der nach der Abdankung des Fürsten 1849 in Preußen aufging.
Von 1925 an gehörte Empfingen zum Landkreis Hechingen in der preußischen Quasi-Provinz Hohenzollernsche Lande. Nach dem Zweiten Weltkrieg kam der Ort als Teil der Französischen Besatzungszone zum Nachkriegsland Württemberg-Hohenzollern, das 1952 im neuen Bundesland Baden-Württemberg aufging. Im Zuge der Kreisreform von 1973 kam Empfingen mit fünf weiteren hechingschen Gemeinden zum Landkreis Freudenstadt.

### Geschichte Wiesenstettens
Der heutige Ortsteil Wiesenstetten wurde ebenfalls 772 im Lorscher Codex urkundlich erwähnt. Vom Spätmittelalter bis zur Mediatisierung am Beginn des 19. Jahrhunderts gab es eine Abfolge von Ortsherren aus verschiedenen Häusern, die in den Besitz der Herrschaft Hohenmühringen gelangten. 1618 bis 1652 war für drei Jahrzehnte der Deutsche Orden im Besitz von Wiesenstetten. Seit der Mitte des 18. Jahrhunderts gehörte der Ort zum Gebiet der Freiherren von Münch, die mit ihrer Herrschaft und dem Schloss zu Mühringen dem Ritterkanton Neckar-Schwarzwald zugerechnet wurden. Zu Beginn des 19. Jahrhunderts fiel Wiesenstetten an das Königreich Württemberg und wurde dem Oberamt Horb zugeordnet. 1833 wurde der Ort Dommelsberg eingemeindet. Von 1938 bis 1971 gehörte Wiesenstetten mit Dommelsberg zum Landkreis Horb. Wie Empfingen war auch Wiesenstetten von 1945 bis 1952 Bestandteil des Nachkriegslandes Württemberg-Hohenzollern. 1971 erfolgte die Eingemeindung nach Empfingen, so dass Wiesenstetten und Dommelsberg für kurze Zeit im Landkreis Hechingen lagen, ehe die Gemeinde Empfingen 1973 Bestandteil des Landkreises Freudenstadt wurde.

### Religionen
Als hohenzollerische Gemeinde blieb Empfingen auch nach der Reformation römisch-katholisch und gehört heute zum Dekanat Zollern und damit zum Erzbistum Freiburg.
Der Teilort Wiesenstetten und Dommelsberg ist ebenfalls überwiegend römisch-katholisch, gehört aber zum Dekanat Freudenstadt der Diözese Rottenburg-Stuttgart.

### Eingemeindungen
- 1. Dezember 1971: Wiesenstetten mit Dommelsberg (1833 nach Wiesenstetten eingemeindet)[7]

### Einwohnerentwicklung
- 1844: 2000 Einwohner
- 1961: 1747 Einwohner, in den Grenzen von 1972: 2120
- 1970: 2247 Einwohner, in den Grenzen von 1972: 2630
- 1991: 2620 Einwohner
- 1995: 4156 Einwohner
- 2000: 4037 Einwohner
- 2005: 4133 Einwohner
- 2010: 4137 Einwohner
- 2015: 3979 Einwohner
- 2020: 4137 Einwohner

## Politik

### Verwaltungsgemeinschaft
Seit 1975 bildet Empfingen mit Horb am Neckar eine Vereinbarte Verwaltungsgemeinschaft.

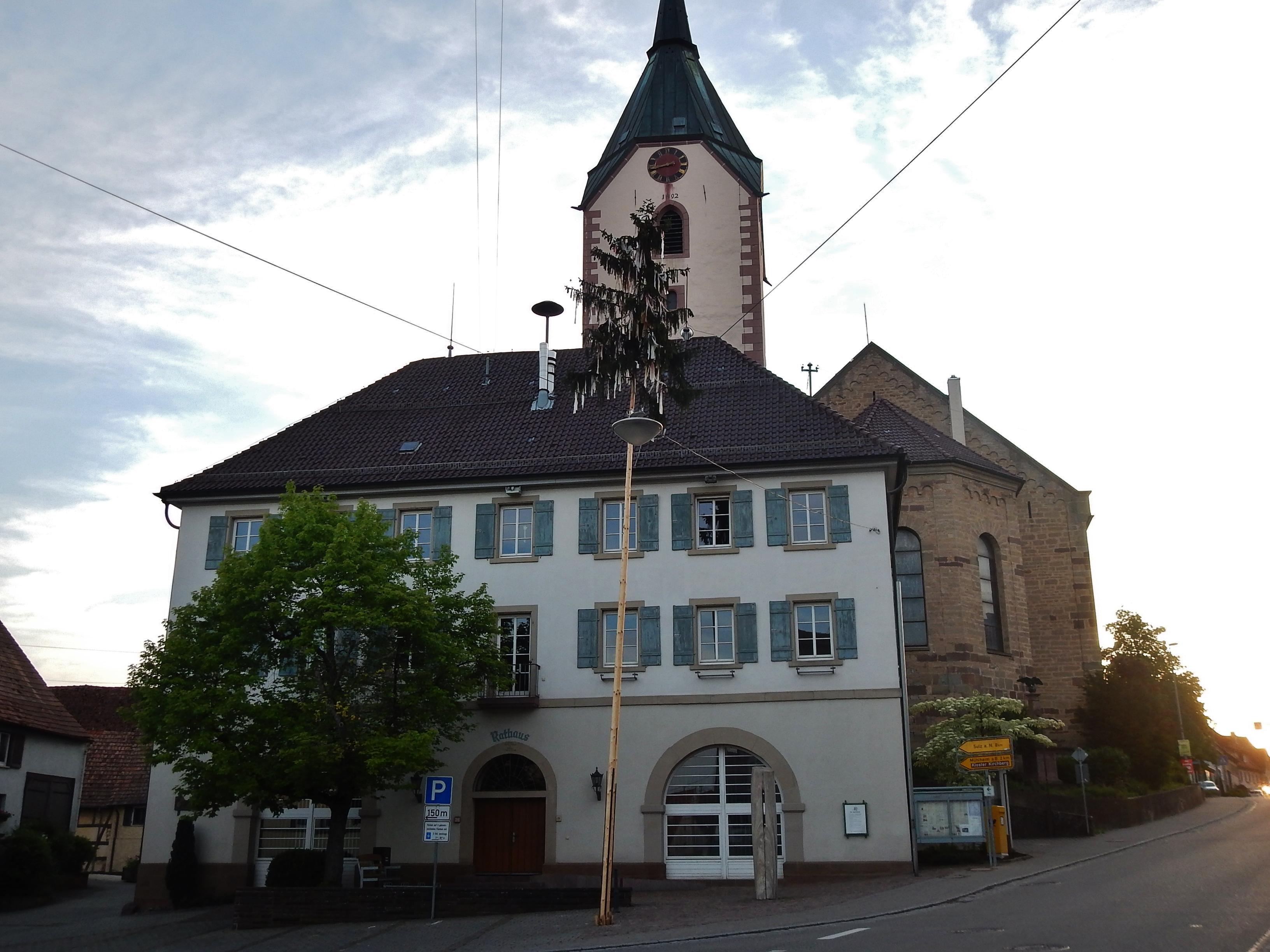
Rathaus

### Gemeinderat
Die Kommunalwahl am 9. Juni 2024 ergab folgende Sitzverteilung:
| Partei/Liste               | 2024   | 2024   | 2019   | 2019  |
| Partei/Liste               | Anteil | Sitze  | Anteil | Sitze |
| -------------------------- | ------ | ------ | ------ | ----- |
| Unabhängige Bürgerliste    | 54,4 % | 8      |        | 8     |
| WIR – Bürger für Empfingen | 45,6 % | 7      |        | 6     |
| Bürgerunion                | --     | --     |        | 1     |
| Wahlbeteiligung            | 63,6 % | 63,6 % |        |       |

### Bürgermeister
Am 15. Oktober 2017 wurde Ferdinand Truffner mit 85,8 % zum neuen Bürgermeister von Empfingen gewählt. Von 1986 bis 2017 war Albert Schindler Bürgermeister.

### Haushalt
Die Gemeinde Empfingen ist mit Stand vom 31. Dezember 2021 schuldenfrei.

### Wappen
| Wappen der Gemeinde Empfingen | Blasonierung: „In gold(gelb)bordiertem schwarzen Schild ein gestürzter goldener (gelber) Anker.“ |
| Wappen der Gemeinde Empfingen | Wappenbegründung: Empfingen war der Hauptort der Herrschaft Wehrstein, die sich vom 16. Jahrhundert bis 1806 als österreichisches Lehen in der Hand der Grafen von Hohenzollern-Sigmaringen befand. Die Herrschaft, zu der auch Betra und Fischingen gehörten, war nach der Burg Wehrstein über Fischingen benannt, dem Stammsitz der zwischen 1101 und 1395 urkundlich nachweisbaren edelfreien Herren von Wehrstein. Da die Gemeinde kein traditionelles Siegelbild aufwies, schlug das Staatsarchiv Sigmaringen vor, das Wappen der Herren von Wehrstein als Gemeindewappen zu übernehmen. Das Wappen wurde von der Gemeinde im Mai 1948 angenommen und am 27. Oktober 1950 vom Innenministerium Württemberg-Hohenzollern verliehen. |

Wappen der ehemals eigenständigen Gemeinde

Wiesenstetten

### Gemeindepartnerschaften
- La Roche-Blanche, Frankreich, seit 1991

## Wirtschaft und Infrastruktur

### Verkehr
Empfingen ist durch die Bundesautobahn 81 (Stuttgart–Singen) an das überregionale Straßennetz angebunden. Außerdem führt die Bundesstraße 463 (Pforzheim–Sigmaringen) durch den Ort.
Durch Empfingen verläuft der Heidelberg-Schwarzwald-Bodensee-Radweg. Er führt von Heidelberg nach Radolfzell am Bodensee. Er verläuft von Horb am Neckar kommend nach Empfingen herauf, wieder hinab in den Sulzer Stadtteil Mühlheim und östlich des Neckartals über die Höhen weiter nach Rottweil.

### Bildungseinrichtungen
Empfingen verfügt über eine Grund- und Werkrealschule, die auch für zwei Horber Stadtteile zuständig ist. Für die Kleinsten gibt es zwei gemeindliche und einen römisch-katholischen Kindergarten.

## Kultur und Sehenswürdigkeiten

### Museen
- Dorfschmiedemuseum
- Heimatmuseum in der Zehntscheuer

### Bauwerke
- Die Pfarrkirche St. Georg in Empfingen wurde 1858 vom fürstlich-hohenzollerischen Baumeister Josef Laur im neuromanischen Stil erbaut.[10] Der Horber Bildhauer Anton Leins schuf sechs Heiligenfiguren für diese Kirche.[11]
- Johannes-Kepler-Observatorium zur Überwachung von Weltraumschrott

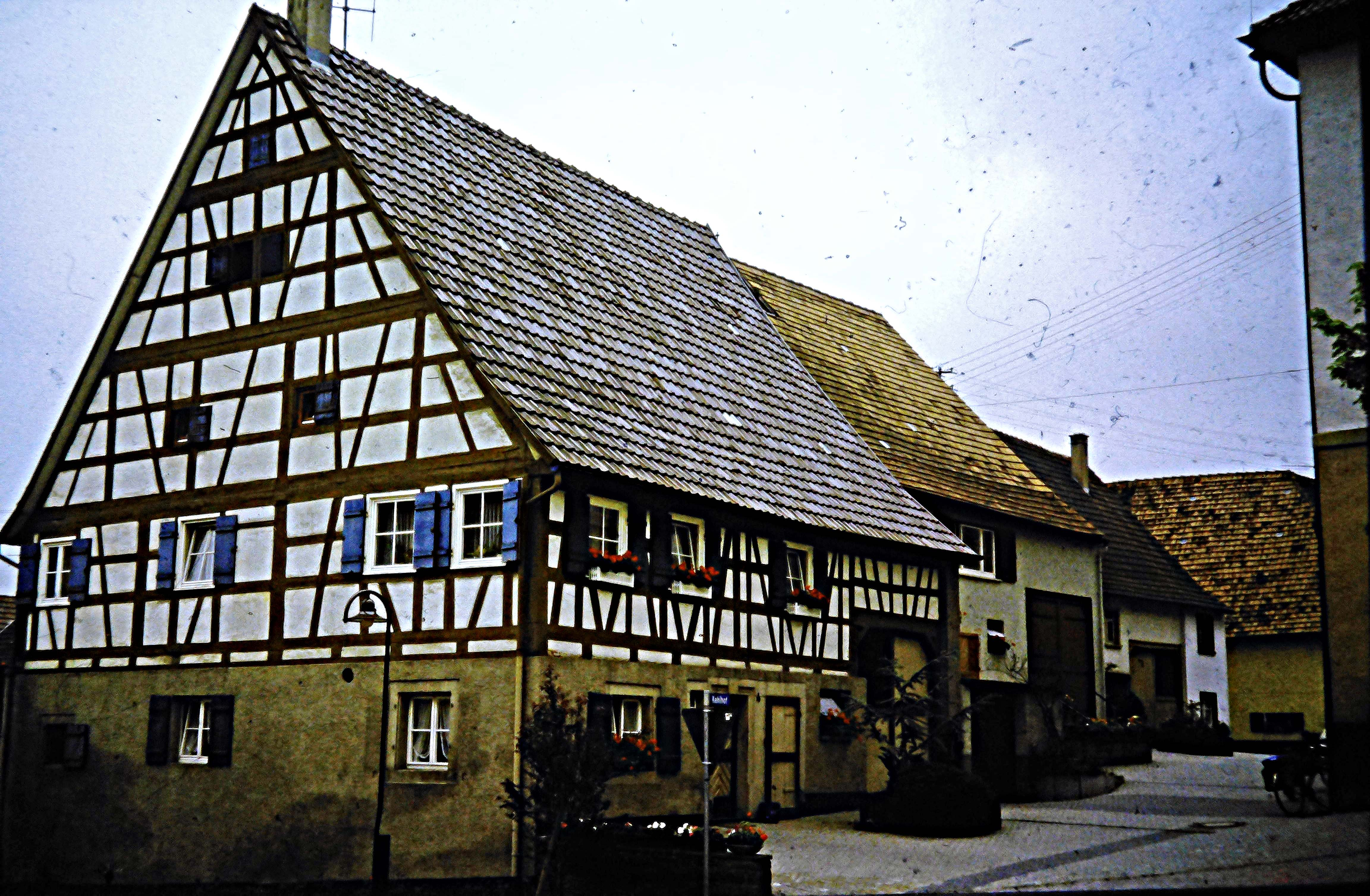
Fachwerkhof in Empfingen (1985)

### Naturdenkmäler
- Stauweiher im Täle
- Bodenloser See

### Regelmäßige Veranstaltungen

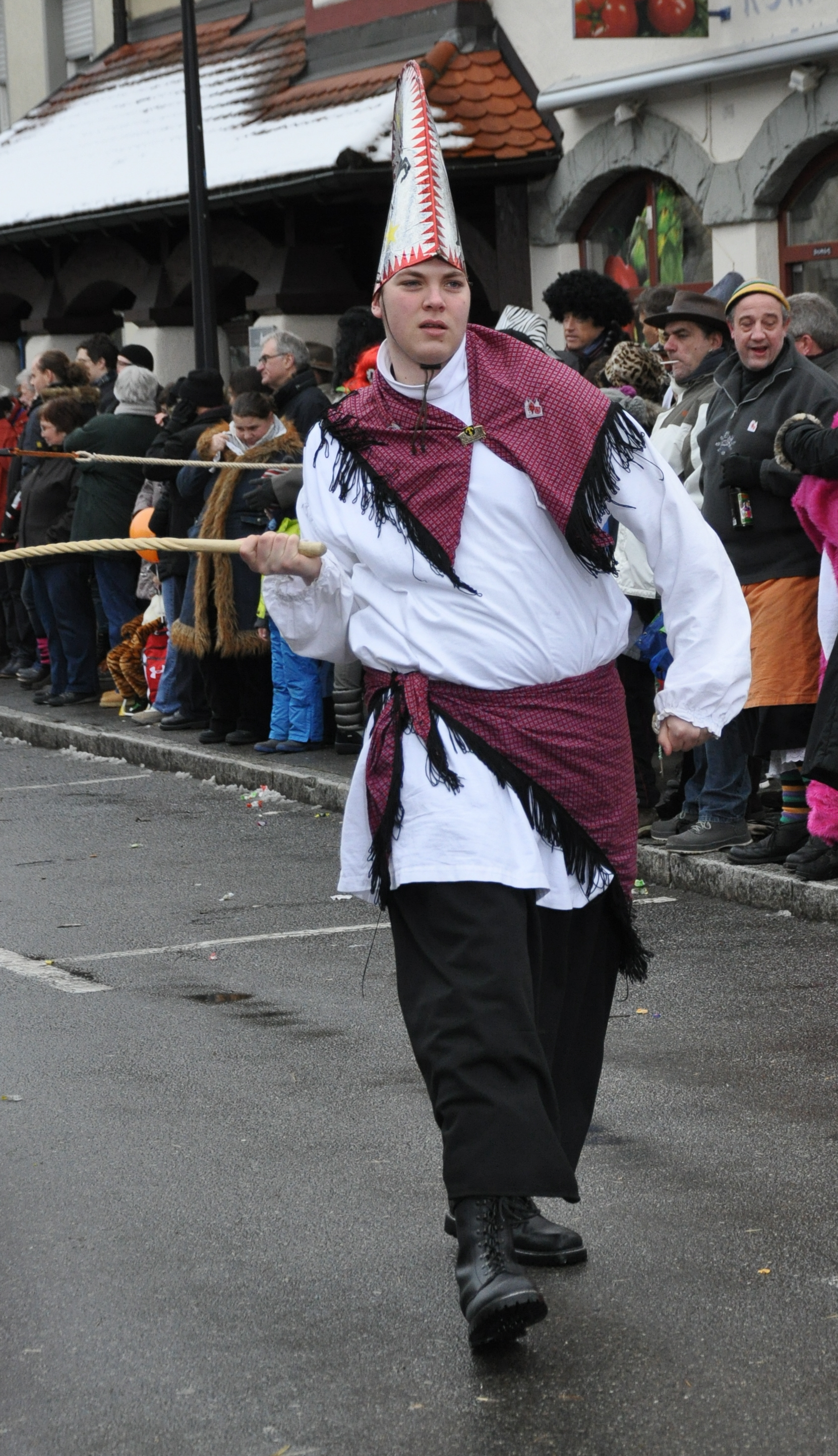
„Kneller“ der Narrenzunft Empfingen

- In Empfingen wird alljährlich die schwäbisch-alemannische Fastnacht gefeiert. Ein Gerichtsprotokoll von 1784 beschreibt erstmals das „Masqueren“-Gehen. Die einheimischen Traditionsfiguren entstammen zum größten Teil aus dem bäuerlichen Umfeld, so der Strohbär und der Ausgestopfte oder Sauigel, welcher vom Typus her mit dem Wuascht oder Wuescht der Narrozunft Villingen verwandt ist. Ein seltenes Brauchtum sind die Rußhexen, die am Rußigen Donnerstag (Schmotziger) den Passanten im Ort mit Ofenruß das Gesicht beschwärzen. Ursprüngliche Vermummung waren Stoffgardinen, heute noch von Rußhexen und Ausgestopften getragen. Holzmasken hielten erst zwischen 1920 und 1930 mit der Figur des „Schantle“ in Empfingen Einzug und wurden teilweise von den einheimischen Handwerkern selbst geschnitzt. Die Narrenzunft Empfingen gibt es seit 1951. Sie übernahm nach ihrer Gründung die Traditionsfiguren Kneller, Hexe, Schantle, Bäuerle, Bajass und Domino aus dem freien, überlieferten Brauchtum der einheimischen dörflichen Fastnacht. Der peitschenknallende Kneller entstammt einer alten Fuhrmannstradition. Die Hexen trugen ursprünglich die einheimische abgelegte Frauentracht und waren mit Ofengabeln am Fasnetssonntag, -montag und -dienstag unterwegs. Die Narrenzunft gestaltete zwischen 1952 und 1955 diese alte Figur um, um die Trachtenbekleidung vor dem Untergang zu retten, ebenso die männliche Trachtenkleidung des „Bäuerle“. Aus dem „Bäuerle“ wurde das Osterbachmännle. Seit 2005 gibt es bei der Narrenzunft eine Gruppe „Alt-Empfinger Fasnet“, in der alle historischen Empfinger Fasnetsfiguren vertreten sind.
- Beatparade, die einzige Technoparade in Baden-Württemberg und eine der größten noch durchgeführten deutschen Technoparaden.[12][13]

## Persönlichkeiten
- Konstantin Hank (* 18. Juni 1907 in Wiesenstetten; † 19. März 1977 in Schramberg), Politiker (CDU), erster Oberbürgermeister von Schramberg
- Hubert Deuringer (* 18. Januar 1924 in Empfingen; † 16. Juni 2014 ebenda), Orchesterleiter und Liedgutsammler
- Josef Henger (* 2. November 1931 in Empfingen; † 2. Juni 2020 in Ravensburg), Bildhauer
- Konstantin Faigle (* 1971 in Sulz am Neckar; † 16. Juni 2016 in Köln), Dokumentarfilmer. Erhielt für seinen 60-90-minütigen Dokumentarfilm Out of EDEKA über den Empfinger Edeka-Laden, in dem er aufwuchs,[14] den Bayerischen Dokumentarfilmpreis Der junge Löwe 2001[15] sowie eine Empfehlung beim William-Dieterle-Filmpreis 2002.[16]